# Zgromadzenie Narodowe (Dżibuti)
Zgromadzenie Narodowe (Assemblée Nationale) – jednoizbowy parlament Dżibuti, główny organ władzy ustawodawczej w tym kraju. Składa się z 65 członków wybieranych na pięcioletnią kadencję. Okręgi wyborcze są wielomandatowe, a liczba wybieranych w każdym z nich deputowanych waha się od 4 do 37. Obowiązuje parytet etniczny – 30 miejsc zarezerwowanych jest dla przedstawicieli ludów somalijskich, w tym 21 dla osób z klanu Issa. Kolejne 30 miejsc zagwarantowano Afarom.